# Maj-Inger Klingvall
Maj-Inger Klingvall (ur. 15 maja 1946 w Nyköping) – szwedzka polityk, działaczka Szwedzkiej Socjaldemokratycznej Partii Robotniczej, posłanka do Riksdagu, w latach 1996–2001 minister w rządzie Görana Perssona.

## Życiorys
Absolwentka Uniwersytetu Sztokholmskiego (1970), w 1972 uzyskała magisterium na Uniwersytecie w Linköping. Zaangażowała się w działalność polityczną w ramach Szwedzkiej Socjaldemokratycznej Partii Robotniczej, pełniła różne funkcje w partyjnej organizacji kobiecej SSKF. Od 1977 była radną miasta Norrköping, a od 1986 członkinią władz wykonawczych tej miejscowości. Między 1988 a 2002 sprawowała mandat posłanki do Riksdagu. Od 1996 do 2001 była ministrem bez teki w gabinecie Görana Perssona. Do 1999 pełniła funkcję ministra ochrony socjalnej, a następnie była ministrem do spraw pomocy rozwojowej i migracji. W 2002 otrzymała nominację na stanowisko ambasadora Szwecji w Mozambiku, które zajmowała do 2007.